# Хильти, Йонас
Йонас Хильти (нем. Jonas Hilti) — лихтенштейнский футболист, защитник клуба «Вадуц II».

## Карьера

### Клубная карьера
Хильти — воспитанник «Шана», в котором он провёл три года. В 2018 перешёл в структуру «Вадуца». Сначало играл в команде до 17, затем до 18 лет. В молодёжном первенстве Швейцарии 2016/2017, а так же 2017/2018 провёл 24 матча и получил 2 желтые карточки, в молодёжном швейцарском кубке в период с 2016 по 2017 год провел 8 матчей и получил 2 жёлтые карточки. в 2019 был зачислен в «Вадуц II», выступающий в второй лиге. В 2021 году стал капитаном «Вадуца II»

### Национальная сборная
Хильти провел 4 матча за молодежную сборную Лихтенштейна до 17 лет, 7 матчей за сборную до 19 лет и 17 матчей за сборную до 21 года. В 2022 году впервые был вызван в основную сборную Лихтенштейна на матч с Латвией, однако на поле так и не вышел. Дебютировал в сборной 25 сентября 2022 в матче Лиги наций 2022/2023 против Молдовы, заменив Арона Зеле на 86 минуте матча.